# Franco Giannini
Franco Giannini (ur. 9 listopada 1944 w Galatinie) – specjalista w dziedzinie elektroniki, profesor Uniwersytetu Tor Vergata w Rzymie, dyrektor MECSA (Microwave Engineering Center for Space Applications) w National University Center for Applied Research.

## Życiorys
W 1968 uzyskał dyplom summa cum laude na Uniwersytecie Rzymskim La Sapieza. Na tej samej uczelni, już jako pracownik Instytutu Elektroniki, w 1980 uzyskał stopień profesora – Full Professor of Applied Electronics. Rok później rozpoczął pracę na Uniwersytecie Tor Vergata w Rzymie. Sprawował wiele ważnych funkcji, był m.in. dziekanem Wydziału Elektroniki (1983–1990), w latach 1995–1996 prorektorem, a w 1966 został rektorem Uniwersytetu Tor Vergata. Aktywny działacz na rzecz współpracy pomiędzy Uniwersytetem Tor Vergata a Politechniką Warszawską. Autor ponad 340 naukowych publikacji na całym świecie.

## Stanowiska
- od 1981 profesor na Uniwersytecie Tor Vergata w Rzymie
- 1983–1990 – dziekan Wydziału Inżynierii Elektronicznej Uniwersytetu Tor Vergata w Rzymie
- 1984–1990 – prorektor ds. współpracy międzynarodowej Uniwersytetu Tor Vergata w Rzymie
- 1987–1992 – przewodniczący Uniwersyteckiej Rady ds. Rozwoju Nauki i Edukacji Uniwersytetu Tor Vergata w Rzymie
- 1995–1996 – prorektor Uniwersytetu Tor Vergata w Rzymie
- 1996 – rektor Uniwersytetu Tor Vergata w Rzymie
- 1990–2001 – dziekan Wydziału Elektroniki (Presidente del Corso di Laurea) Uniwersytetu Tor Vergata w Rzymie
- od 1999 dyrektor MECSA (Microwave Engineering Center for Space Applications) w National University Center for Applied Research
- 2005 – prezydent National Society of University and Industry Researchers and Professors in Electronics (GE)
- 2005 – prezydent International GAAS Association[1][2]

## Członkostwa
- 1993–2003 – członek Italian National Technical Council of Telecommunication
- 2004–2006 – członek Rady Dyrektorów Włoskiej Agencji Kosmicznej (ASI)
- 2004 – członek Steering Committee of the European Network of Excellence (NoE) TARGET[1][2]

## Nagrody, wyróżnienia, odznaczenia
- 1996 – odznaczenie Irena Galewska Kielbasinski Prize (Uniwersytet Techniczny w Darmstadt)
- 1995 – medal z okazji 150. rocznicy powstania Uczelni (Politechnika Warszawska)
- 2001 – tytuł Honorowego Profesora Wydziału Elektroniki i Technik Informacyjnych (Politechnika Warszawska)
- 9 czerwca 2008 – godność Doktora Honoris Causa (Politechnika Warszawska)[1][2]

## Działalność pozanaukowa
- współorganizator Szkół Letnich – International Travelling Summer School on Microwaves and Lightwaves ITSS
- inicjator i organizator programu podwójnych dyplomów Double Degree Scheme dla uniwersytetów europejskich, który objął także Politechnikę Warszawską[1][2]